# 33. Internationale Sechstagefahrt

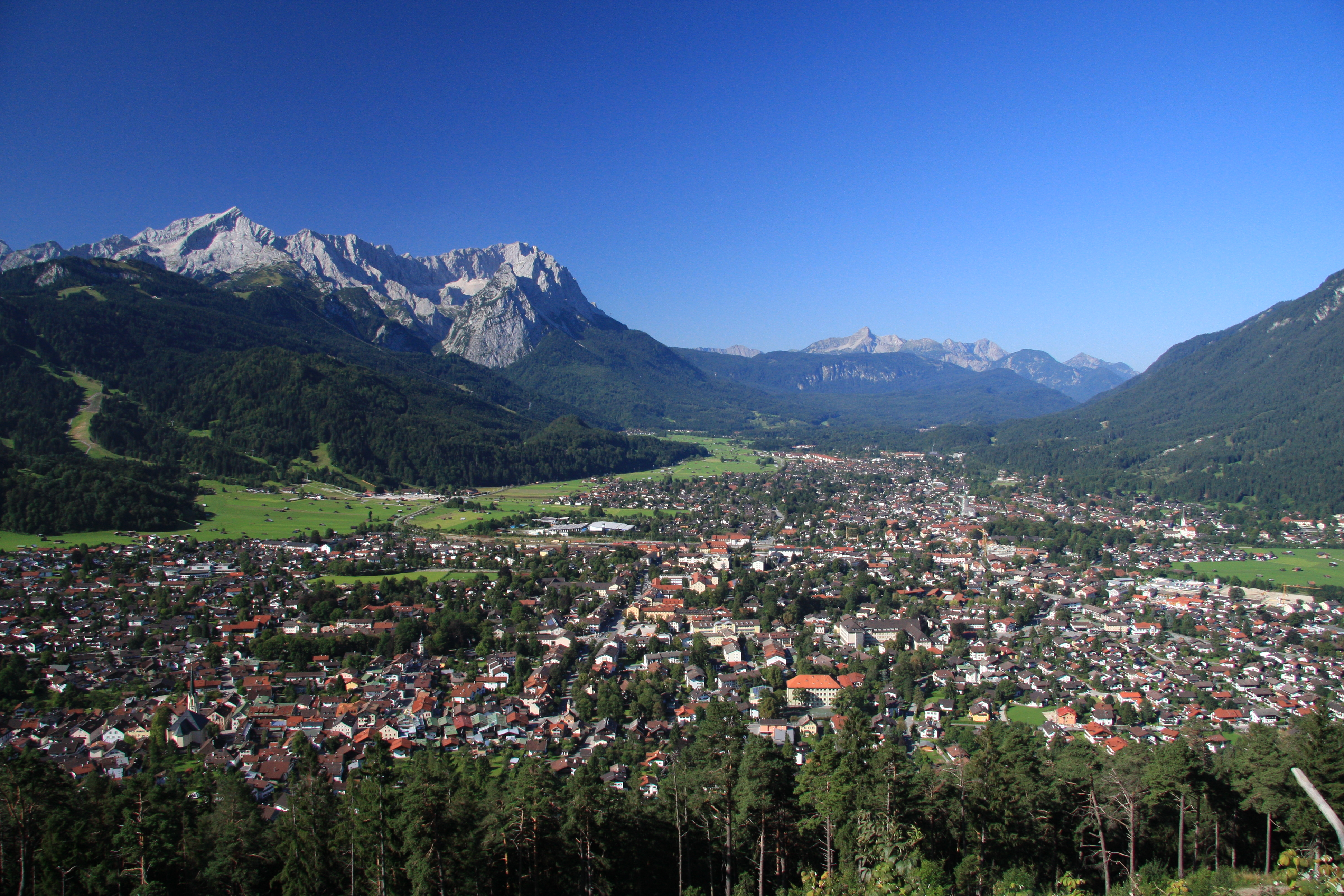
Garmisch-Partenkirchen, Start und Zielort der einzelnen Etappen

Die 33. Internationale Sechstagefahrt war ein Motorrad-Geländesportwettbewerb, der vom 22. bis 27. September 1958 in Garmisch-Partenkirchen und dem Werdenfelser Land stattfand. Die Nationalmannschaften der ČSSR konnten zum fünften Mal die World Trophy sowie zum siebten Mal die Silbervase gewinnen.

## Wettkampf

### Organisation
Garmisch-Partenkirchen war nach der 16. (1934) und 31. Internationalen Sechstagefahrt (1956) bereits zum dritten Mal Austragungsort der Veranstaltung.
Ausrichter war der Allgemeine Deutsche Automobil-Club e. V. (ADAC), Gau Südbayern.
Für den Wettkampf waren 257 Fahrer von 16 Motorsportverbänden der FIM gemeldet. Um die World Trophy fuhren Mannschaften aus sechs Nationen. Zudem waren 18 Silbervasen-, 27 Fabrik- und 17 Club-Mannschaften am Start.
Die Eröffnungsfeier fand am 21. September im Olympia-Skistadion vor rund 10.000 Zuschauern statt.

### 1. Tag
Von den 257 gemeldeten Fahrern nahmen 213 den Wettkampf auf.
Die erste Tagesetappe war ein zweimal zu fahrender Rundkurs über insgesamt 378,2 Kilometer. Sie führte vom Skistadion über die Gerolder Alpe, Mittenwald, Krün, den Altlacher Hochkopf (1328 m ü. NN), Jachenau, Wegscheid, Wackersberg, Bad Tölz, Wolfsöd, Schönrain, Schönmühl, Frauenrain, Sindelsdorf, Großweil, Kochel am See, Walchensee, Eschenlohe, und Oberau zurück zum Ausgangspunkt.
Bereits in der Nacht zuvor gab es starke Niederschläge und der erste Fahrtag war von Dauerregen geprägt. Aufgrund der Wetterbedingungen entschloss sich die Fahrtleitung bereits vor dem Start sehr anspruchsvolle Abschnitte nicht fahren zu lassen. Auch wurde eine Passage am Altlacher Hochkopf in der zweiten Runde nicht mehr gefahren, da sie quasi unpassierbar geworden war.
In der Trophy-Wertung sammelte einzig die schwedische Mannschaft 83 Strafpunkte, alle anderen Mannschaften lagen strafpunktfrei gleichauf.
Bei der Silbervasenwertung lagen die Mannschaften der Tschechoslowakei (A und B), Österreichs (A und B), Polens (A und B), der BRD (B), Schwedens, der Niederlande sowie Italiens (B) strafpunktfrei gleichauf. Die A-Mannschaft der BRD erhielt 24 Strafpunkte, da Konrad Wellnhofer die Zeit überschritten hatte. Die DDR erhielt 52 Strafpunkte, da Berthold Trappe infolge technischer Probleme mit der Kraftstoffzufuhr an seiner Maschine die Zeit überschritt. Die Schweizer Mannschaft kassierte 5 Strafpunkte.
28 Fahrer schieden aus dem Wettbewerb aus.

### 2. Tag
Die Strecke des zweiten Tages war 410,4 Kilometer lang, wieder auf zwei identischen Runden. Nach dem Start ging es Richtung Grainau, Oberau, Ettal, Oberammergau, Altenau, Wildsteig, Steingaden, Schmauzenberg, Bayersoien, Schöffau, Peißenberg, Oberhausen, Bad Kohlgrub, Höllenstein und Oberau zurück zum Skistadion. Es gab nur noch vereinzelte Regenschauer, allerdings war der Streckenuntergrund noch stark durchnässt.
In der Trophy-Wertung lagen die Mannschaften der Tschechoslowakei, Italiens und der BRD strafpunktfrei gleichauf, alle weiteren Mannschaften hatten Strafpunkte zu verzeichnen.
Bei der Silbervasenwertung ergab sich bei den strafpunktfreien Mannschaften des ersten Tages keine Veränderung. Die A-Mannschaft der BRD hatte gleich zwei Fahrerausfälle zu verzeichnen: Konrad Wellnhofer war aufgrund technischer Defekte zur Aufgabe gezwungen, Sebastian Nachtmann musste nach einem Zusammenstoß mit einem privaten Motorradfahrer aufgeben. Fortan standen dafür täglich 200 Strafpunkte zu Buche. Die DDR-Mannschaft kassierte 10, die Schweizer Mannschaft 52 Strafpunkte.
Zehn Fahrer schieden aus dem Wettbewerb aus.

### 3. Tag
Am dritten Tag war die Etappe des Vortags in entgegengesetzter Richtung zu absolvieren. Der Tag war sonnig und niederschlagsfrei.
In der Trophy-Wertung lagen wie am Vortag die Mannschaften der Tschechoslowakei, Italiens und der BRD strafpunktfrei gleichauf.
Bei der Silbervasenwertung waren die Mannschaften der Tschechoslowakei (A und B), Österreichs (A), Polens (A und B), der BRD (B), Schwedens und der Niederlande noch strafpunktfrei und lagen damit gleichauf. Die B-Mannschaft Österreichs hatte 20, die Schweiz 5 Strafpunkte zu verzeichnen.
Zehn Fahrer schieden aus dem Wettbewerb aus.

### 4. Tag
Der zweimal zu fahrende Rundkurs der vierten Tagesetappe war 355,6 Kilometer lang und nutzte ab dem Start bis Jachenau dieselbe Streckenführung wie am ersten Fahrtag. Weiter ging es über Kochel, Benediktbeuern, Ramsau, Penzberg, Frauenrain, Sindelsdorf, Großweil, Ohlstadt und Eschenlohe nach Oberau. Von dort zurück zum Ausgangspunkt wurde wieder dieselbe Strecke des zweiten Fahrtags benutzt. Eine Passage am Altlacher Hochkopf wurde von der Fahrtleitung bereits vor dem Start herausgenommen.
In der Trophy-Wertung lagen unverändert die Mannschaften der Tschechoslowakei, Italiens und der BRD strafpunktfrei gleichauf.
Bei der Silbervasenwertung waren die Mannschaften der Tschechoslowakei (A und B), Österreichs (A), Polens (A und B), der BRD (B) und Schwedens nach strafpunktfrei und gleichauf. Die Mannschaft Österreichs hatte Etappenschluss einen weiteren Strafpunkt gesammelt, die Schweizer Mannschaft kassierte fortan täglich 100 Strafpunkte für einen Fahrerausfall.
Acht Fahrer schieden aus dem Wettbewerb aus.

### 5. Tag
Am fünften Tag wurde die lediglich an zwei Stellen geringfügig veränderte Etappe des Vortags in entgegengesetzter Richtung gefahren. Gesamtlänge: 368 Kilometer. Ein Streckenabschnitt am Rotenkopf (1685 m ü. NN) in der zweiten Runde wurde nach abendlicher Sitzung der Jury nicht gewertet: Zu viele Fahrer waren auf Vorausfahrende aufgelaufen und es gab dichtes Gedränge in diesem Abschnitt.
In der Trophy-Wertung lagen weiterhin die Mannschaften der Tschechoslowakei, Italiens und der BRD strafpunktfrei gleichauf. In der DDR-Mannschaft war Werner Stiegler infolge eines Fahrwerksschadens an seiner MZ zum Aufgeben gezwungen.
Bei der Silbervasenwertung waren die Mannschaften der Tschechoslowakei (A und B), Österreichs (A), Polens (A) sowie der BRD (B) noch ohne Strafpunkte. In der DDR-Mannschaft musste der Fahrer Günther Claric aufgrund eines Motorschadens seiner Simson aufgeben und die Mannschaft kassierte dafür fortan täglich 100 Strafpunkte. Auch die B-Mannschaft Österreichs hatte einen Fahrerausfall sowie 12 zusätzliche Strafpunkte am Ende der Etappe zu verzeichnen.
15 Fahrer schieden aus dem Wettbewerb aus.

### 6. Tag
Die letzte Tagesetappe war lediglich 125,8 Kilometer lang und nutzte vom Skistadion bis Krün die dieselbe Strecke des vierten Tages. Weiter ging es über Wallgau und Obernach nach Eschenlohe. Ab dort bis Sindelsdorf fuhr man dieselbe Strecke des vorangegangenen Tages in entgegengesetzter Richtung. Von dort ging es über Tradlenz und Untersöchering Richtung Uffing, wo man auf die Strecke des zweiten Tages traf und diese bis zum Tagesziel in Ettal fuhr.
Die Siegermannschaft in den jeweiligen Wettbewerben wurde über die erzielten Gutpunkte im Abschlussrennen ermittelt. Dieses wurde auf einem Dreieckskurs zwischen den Orten Ettal, Oberammergau und Linderhof ausgetragen. Die Rundenlänge betrug 7 Kilometer. Je nach Klasse hatten die Fahrer eine bestimmte Kilometerzahl (siehe Tabelle) innerhalb einer Stunde zu erreichen. Dies wurde in Gutpunkte umgerechnet.
| Klasse | 50 cm³ | 75 cm³ | 100 cm³ | 125 cm³ | 175 cm³ | 250 cm³ | 350 cm³ | über 350 cm³ |
| ------ | ------ | ------ | ------- | ------- | ------- | ------- | ------- | ------------ |
| km/h   | 42     | 50     | 58      | 66      | 74      | 82      | 87      | 92           |

In der Trophy-Wertung lagen bis zum Start des Abschlussrennens die Mannschaften der Tschechoslowakei, Italiens und der BRD strafpunktfrei gleichauf. Im Rennen fiel der bundesdeutsche Fahrer Frank Heßler wegen Motorschadens aus, was 38 Strafpunkte nach sich zog. Der DDR-Fahrer Fred Willamowski stürzte im Rennen und konnte dies nicht beenden, was 60 Strafpunkte zur Folge hatte.
In der Silbervasenwertung waren bis zum Start des Abschlussrennens die Mannschaften der Tschechoslowakei (A und B), Österreichs (A), Polens (A) und der BRD (B) strafpunktfrei. Im Rennen schied der BRD-Fahrer Lorenz Müller infolge eines Sturzes aus, was 54 Strafpunkte bedeutete.

## Endergebnisse

### World Trophy
| Platz | Team                            | Strafpunkte | Gut-Punkte |
| ----- | ------------------------------- | ----------- | ---------- |
| 1.    | Tschechoslowakei                | 0           | 3142,7     |
| 2.    | Italien                         | 0           | 2625,7     |
| 3.    | BR Deutschland                  | 38          | -          |
| 4.    | Deutsche Demokratische Republik | 263         | -          |
| 5.    | Schweden                        | 284         | -          |
| 6.    | Vereinigtes Königreich          | 500         | -          |

### Silbervase
| Platz | Team                                  | Strafpunkte | Gut-Punkte |
| ----- | ------------------------------------- | ----------- | ---------- |
| 1.    | Tschechoslowakei (B-Mannschaft)       | 0           | 2492,5     |
| 2.    | Polen (A-Mannschaft)                  | 0           | 2201,2     |
| 3.    | Tschechoslowakei (A-Mannschaft)       | 0           | 1515,6     |
| 4.    | Österreich (A-Mannschaft)             | 0           | 985,6      |
| 5.    | BR Deutschland (B-Mannschaft)         | 54          | -          |
| 6.    | Schweden                              | 133         | -          |
| 7.    | Polen (B-Mannschaft)                  | 200         | -          |
| 8.    | Österreich (B-Mannschaft)             | 234         | -          |
| 9.    | Niederlande                           | 241         | -          |
| 10.   | Deutsche Demokratische Republik       | 262         | -          |
| 11.   | Schweiz                               | 362         | -          |
| 12.   | Italien (B-Mannschaft)                | 400         | -          |
| 13.   | Vereinigtes Königreich (A-Mannschaft) | 600         | -          |
| 14.   | Vereinigtes Königreich (B-Mannschaft) | 800         | -          |
| 15.   | BR Deutschland (A-Mannschaft)         | 1024        | -          |
| 16.   | Italien (A-Mannschaft)                | 1200        | -          |
| 17.   | Spanien (A-Mannschaft)                | 2231        | -          |
| 18.   | Spanien (B-Mannschaft)                | 2314        | -          |

## Trivia
Die einzige Fahrerin war die Britin Olga Kevelos. Sie fuhr mit der Startnummer 78 auf einer Jawa-CZ (175 cm³), schied jedoch bereits am ersten Fahrtag aus dem Wettbewerb.